# Minamisatsuma
Minamisatsuma (Japans: 南さつま市, Minamisatsuma-shi) is een Japanse stad in de prefectuur Kagoshima. In 2015 telde de stad 35.803 inwoners. 

## Geschiedenis
Op 7 november 2005 werd Minamisatsuma benoemd tot stad (shi). Dit gebeurde na het samenvoegen van de stad Kaseda (加世田市) en de gemeenten Bonotsu (坊津町), Kasasa (笠沙町), Oura (大浦町) en Kimpo (金峰町).
Subprefecturen:
Kumage · Oshima

Steden:
Aira · Akune · Amami · Hioki · Ibusuki · Ichikikushikino · Isa · Izumi · Kagoshima (hoofdstad) · Kanoya · Kirishima · Makurazaki · Minamikyushu · Minamisatsuma · Nishinoomote · Satsumasendai · Shibushi · Soo · Tarumizu

Districten:
Aira · Isa · Izumi · Kagoshima · Kimotsuki · Kumage · Soo · Satsuma · Oshima

Gemeenten per district